# Gmina Knox (hrabstwo Clarke)

Położenie Gminy Knox w hrabstwie Clarke

Gmina Knox (ang. Knox Township) – gmina w USA, w stanie Iowa, w hrabstwie Clarke. Według danych z 2000 roku gmina miała 202 mieszkańców, a jej powierzchnia wynosi 91,1 km².